# Sergej Karamtjakov
Sergej Karamtjakov, född den 3 juli 1962 i Askiz, Ryssland, död 1993 i Abakan, Ryssland, var en sovjetisk brottare som tog OS-brons i lätt flugviktsbrottning i fristilsklassen 1988 i Seoul.